# قلعه مسپلبرون

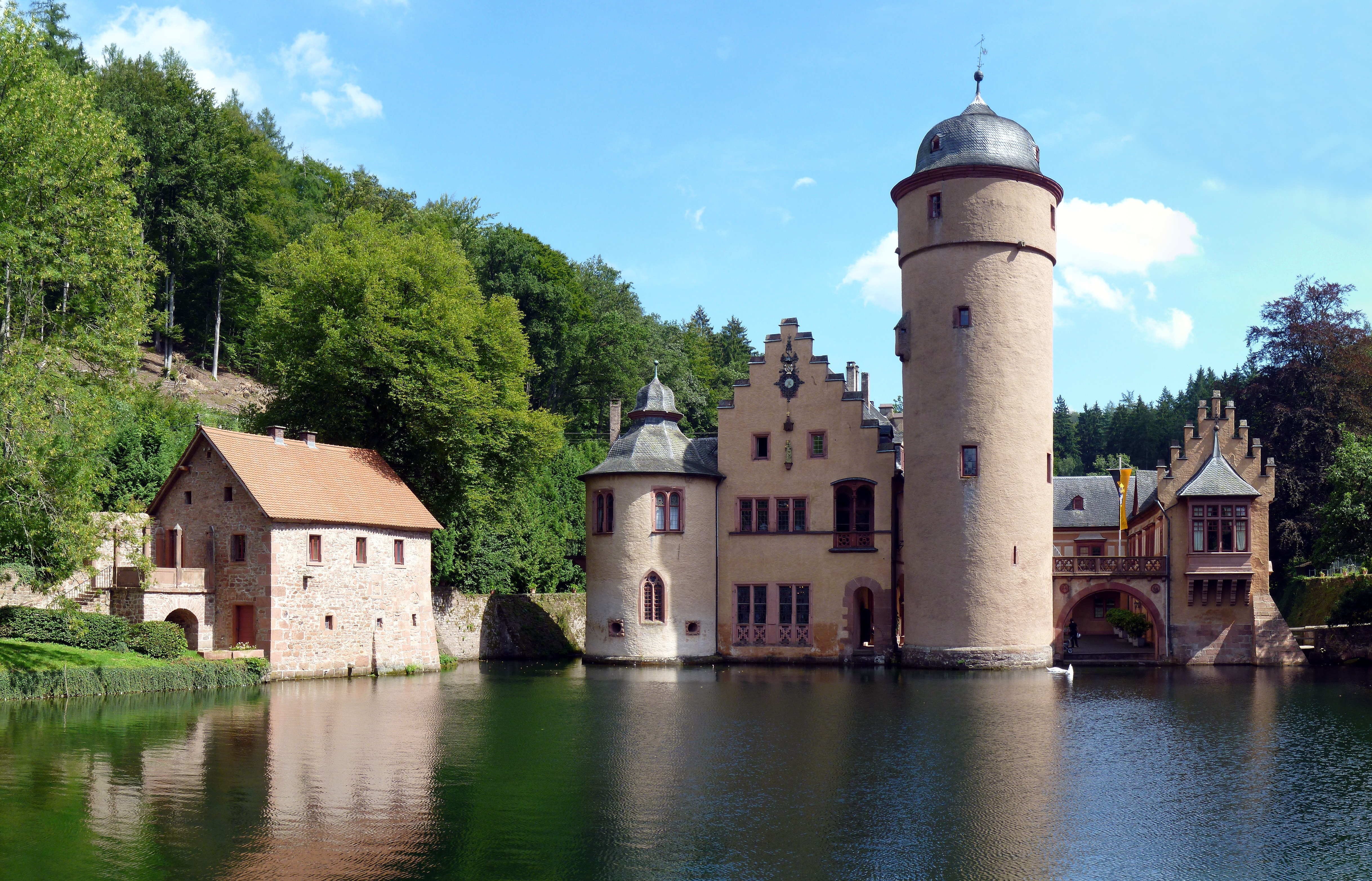
تصویری از قلعه با نمای ساخته شده بین سال‌های ۱۵۵۱ تا ۱۵۶۹ میلادی

قلعه مسپلبرون (آلمانی: Schloss Mespelbrunn) دژی قرون وسطایی است که در شهر مسپلبرون و بین وورتسبورگ و فرانکفورت آلمان قرار گرفته است. این قلعه در یک منطقه جنگلی-دره‌ای و در کنار یک رودخانه هست. قدیمی‌ترین بخش ساختمان متعلق به سال ۱۴۲۷ میلادی است.